# Savianges
Savianges település Franciaországban, Saône-et-Loire megyében. Lakosainak száma 80 fő (2022. január 1.). Savianges Marcilly-lès-Buxy, Cersot, Fley, Germagny, Le Puley és Saint-Privé községekkel határos.

## Népesség
A település népessége az elmúlt években az alábbi módon változott:
| Lakosok száma | 78   | 76   | 75   | 74   | 75   | 76   | 77   | 77   | 80   |
|               | 2013 | 2015 | 2016 | 2017 | 2018 | 2019 | 2020 | 2021 | 2022 |